# Michail Semënovič Cvet
Michail Semënovič Cvet (in russo Михаил Семёнович Цвет? trascritto anche Tsvett, Tsvet, Tswett,  Tswet, Zwet; Asti, 14 maggio 1872 – Voronež, 26 giugno 1919) è stato un botanico russo, di origine italiana per parte di madre, inventore della cromatografia. In russo il suo cognome significa colore.

## Biografia

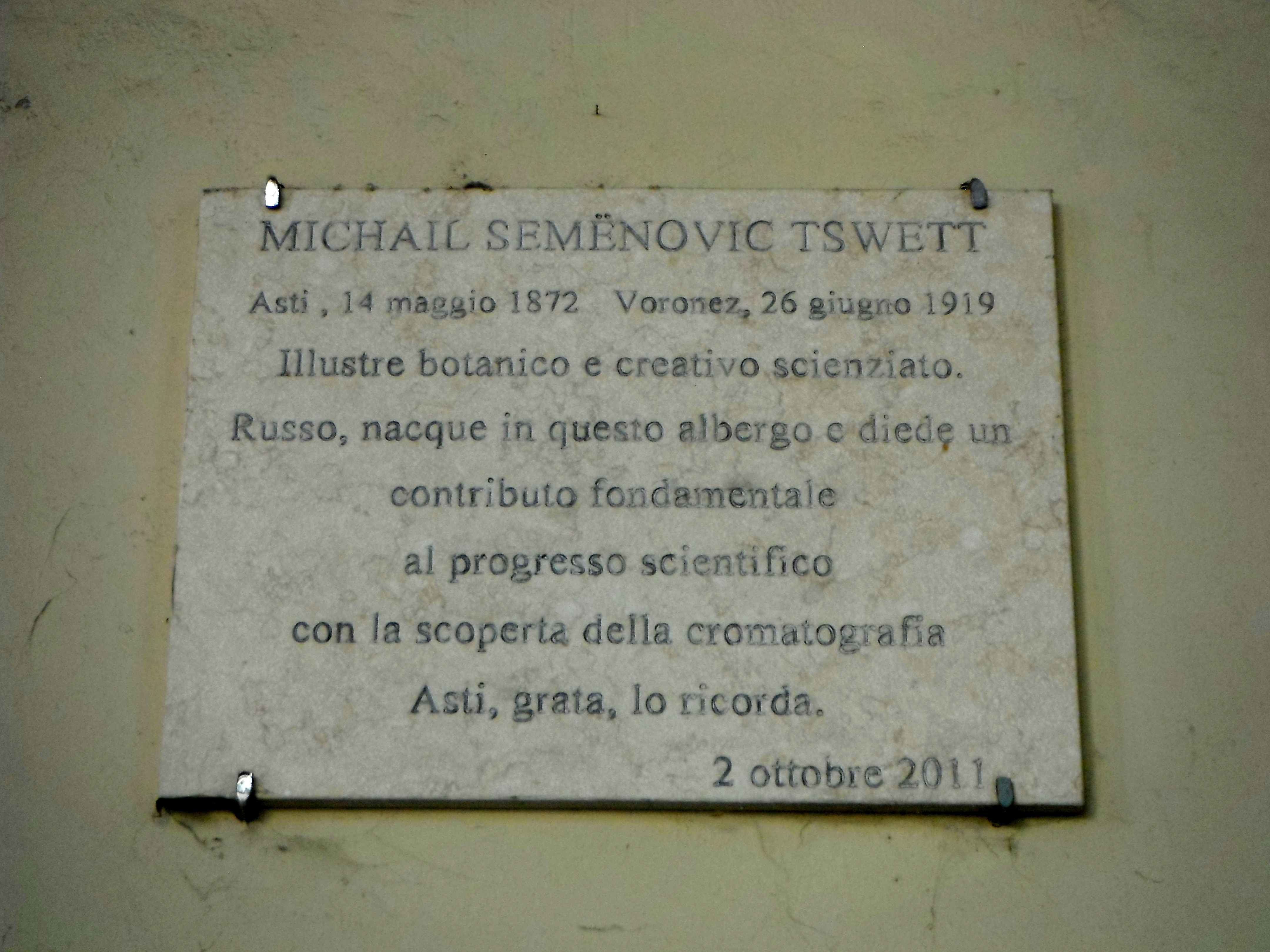
Targa in memoria di Cvet posta sull'edificio dove è nato.

Michail Cvet nacque ad Asti da madre italiana mentre il padre era un ufficiale dell'esercito russo. Sua madre morì poco tempo dopo averlo dato alla luce, cosicché il piccolo Michail crebbe a  Ginevra, in Svizzera; iscritto alla locale università, ottenne il baccalaureato al Dipartimento di Fisica e Matematica, nel 1893. Decise però di dedicarsi alla botanica, e ricevette il titolo di dottore di ricerca nel 1896 per il suo lavoro sulla fisiologia cellulare. Nello stesso anno si trasferì a Pietroburgo, poiché suo padre era stato richiamato dal servizio all'estero, e iniziò a lavorare nel laboratorio biologico dell'Accademia russa delle scienze. I titoli ottenuti a Ginevra non gli furono riconosciuti in Russia, e dovette conseguirne di nuovi. Nel 1897 divenne insegnante di un corso di botanica per donne. Nel 1902 divenne assistente di laboratorio all'istituto di fisiologia vegetale dell'Università di Varsavia. Nel 1903 fu promosso a professore associato, e insegnò anche in altre Università di Varsavia. Dopo l'inizio della prima guerra mondiale, il Politecnico di Varsavia fu trasferito a  Mosca, e nel 1916 a Leninskij Gorkij. Nel 1917 divenne professore di botanica, e direttore degli orti botanici, presso l'Università di Tartu (Jurjev) in Estonia. Nel 1918, quando le truppe tedesche occuparono la città, l'università fu spostata a Voronež, nella Russia centromeridionale. Cvet morì per un'infiammazione cronica alla gola il 26 giugno 1919, all'età di 47 anni.

## Cromatografia
Michail Cvet è ricordato come l'inventore della cromatografia, di cui gettò le basi nel 1901, durante le sue ricerche sui pigmenti vegetali. Egli utilizzò una colonna cromatografica per l'assorbimento liquido-solido con carbonato di calcio come adsorbente e miscele di etere di petrolio ed etanolo come eluenti per separare la clorofilla e i carotenoidi. Il metodo fu presentato il 30 dicembre  1901 all'XI Congresso dei Naturalisti e Fisici (XI съезд естествоиспытателей и врачей) a Pietroburgo. La prima descrizione a stampa uscì nel 1903, negli atti della Società dei Naturalisti di Varsavia, sezione di biologia. Utilizzò per la prima volta il termine  "cromatografia" nel 1906, nei suoi due articoli sulla clorofilla pubblicati sul giornale tedesco di botanica Berichte der Deutschen botanischen Gesellschaft. Nel 1907 dimostrò il suo metodo alla Società Botanica Tedesca.
Il lavoro di Cvet fu ignorato per parecchi decenni per diverse ragioni: i tragici eventi in Russia all'inizio del XX secolo, il fatto che Cvet avesse pubblicato inizialmente solo in lingua russa (rendendo i suoi risultati largamente inaccessibili agli scienziati occidentali), ed un articolo che negava la scoperta di Cvet: Willstater e Stoll provarono a replicare gli esperimenti di Cvet, ma poiché utilizzarono un adsorbente troppo aggressivo che distruggeva la clorofilla, non riuscirono nell'intento. Pubblicarono comunque il risultato dei loro esperimenti, provocando così l'oblio del metodo cromatografico di Cvet. La "cromatografia Cvet" tornò alla luce dieci anni dopo la morte dello scienziato, grazie al tedesco Edgar Lederer, al biochimico austriaco Richard Kuhn, ed al lavoro di Martin e Synge.

## Abbreviazione come autore di botanica
L'abbreviazione standard applicata alle piante descritte dallo scienziato è Tswett.